# Pont dels sospirs
El Pont dels Sospirs (italià: Ponte dei Sospiri) és un pont de Venècia, al nord d'Itàlia. El pont clos és fet de pedra calcària blanca, passa per sobre el Rio di Palazzo, i connecta la Presó Nova (Prigioni Nuove) amb les sales d'interrogatori en el Palau Ducal. Va ser dissenyat per Antonio Contino (l'oncle del qual, Antonio da Ponte havia dissenyat el Pont de Rialto) i va ser construït l'any 1600.

## Etimologia
La vista des del Pont dels Sospirs era la darrera vista de Venècia que els condemnats veien abans del seu empresonament. El nom del pont, donat per Lord Byron com a traducció de l'italià «Ponte dei sospiri» en el segle xix, prové del suggeriment que els presoners sospirarien a la vista final de la seva bonica Venècia a través de la finestra abans de ser portats a les seves cel·les. En realitat, els dies d'inquisicions i execucions sumàries van ser anteriors a la construcció del pont, i les cel·les del palau van ser ocupades majoritàriament per delinqüents menors. A més a més, poc es podia veure de dins el pont a causa de les graelles de pedra cobrint les finestres.

## Ponts similars
El nom «Pont dels sospirs» ha estat aplicat des de llavors, per associació, a d'altres ponts, al voltant del món, així com a d'altres estructures.

## Cultura
L'any 1861, l'òpera Le pont des soupirs per Jacques Offenbach canta al pont, igual que la cançó «Venice» del gibraltareny Melon Diesel.
Robin Trower, músic, àlbum Bridge of Sighs (1974) i cançó. [Greg McComas]

## Galeria

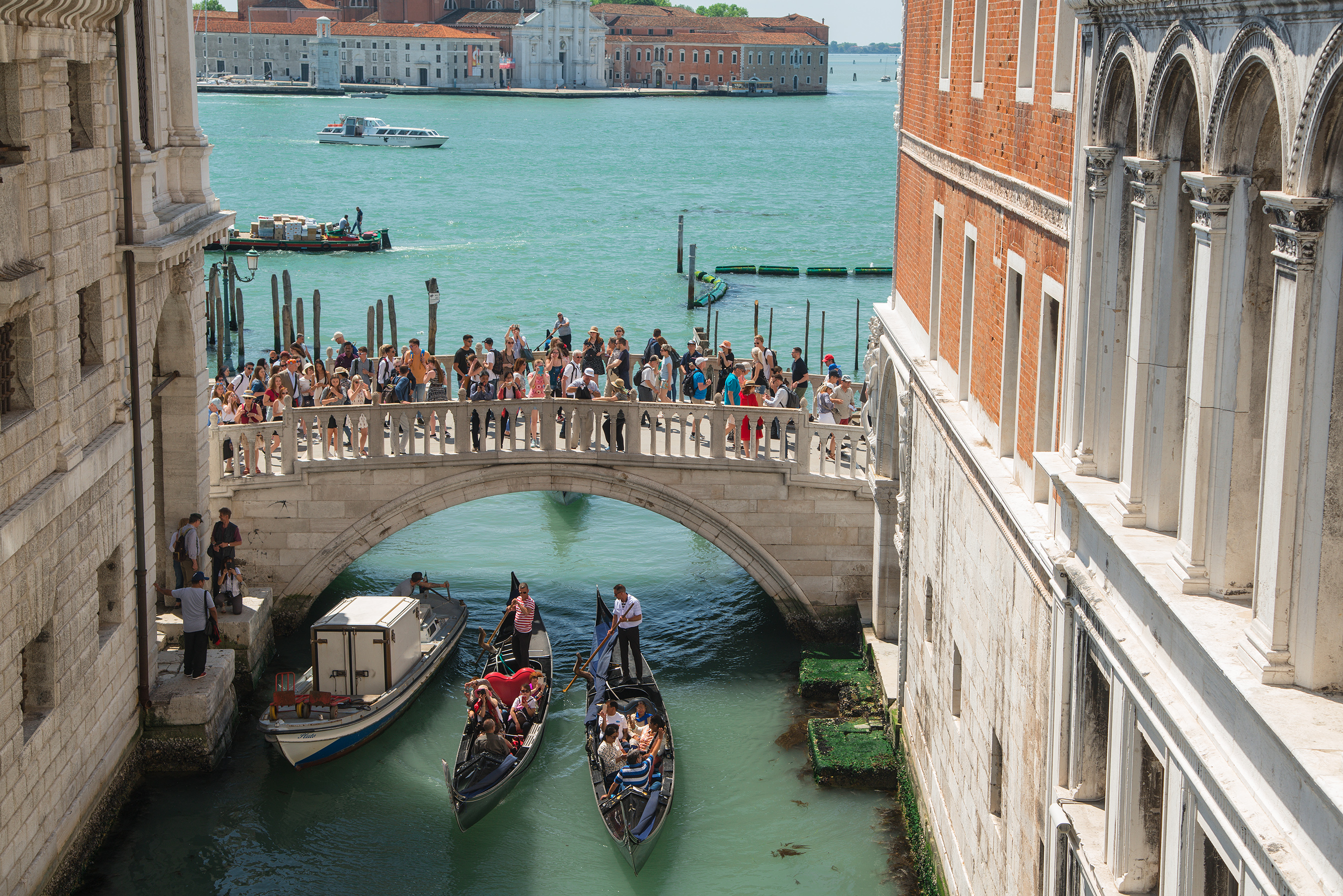
Vista des del Pont dels Sospirs
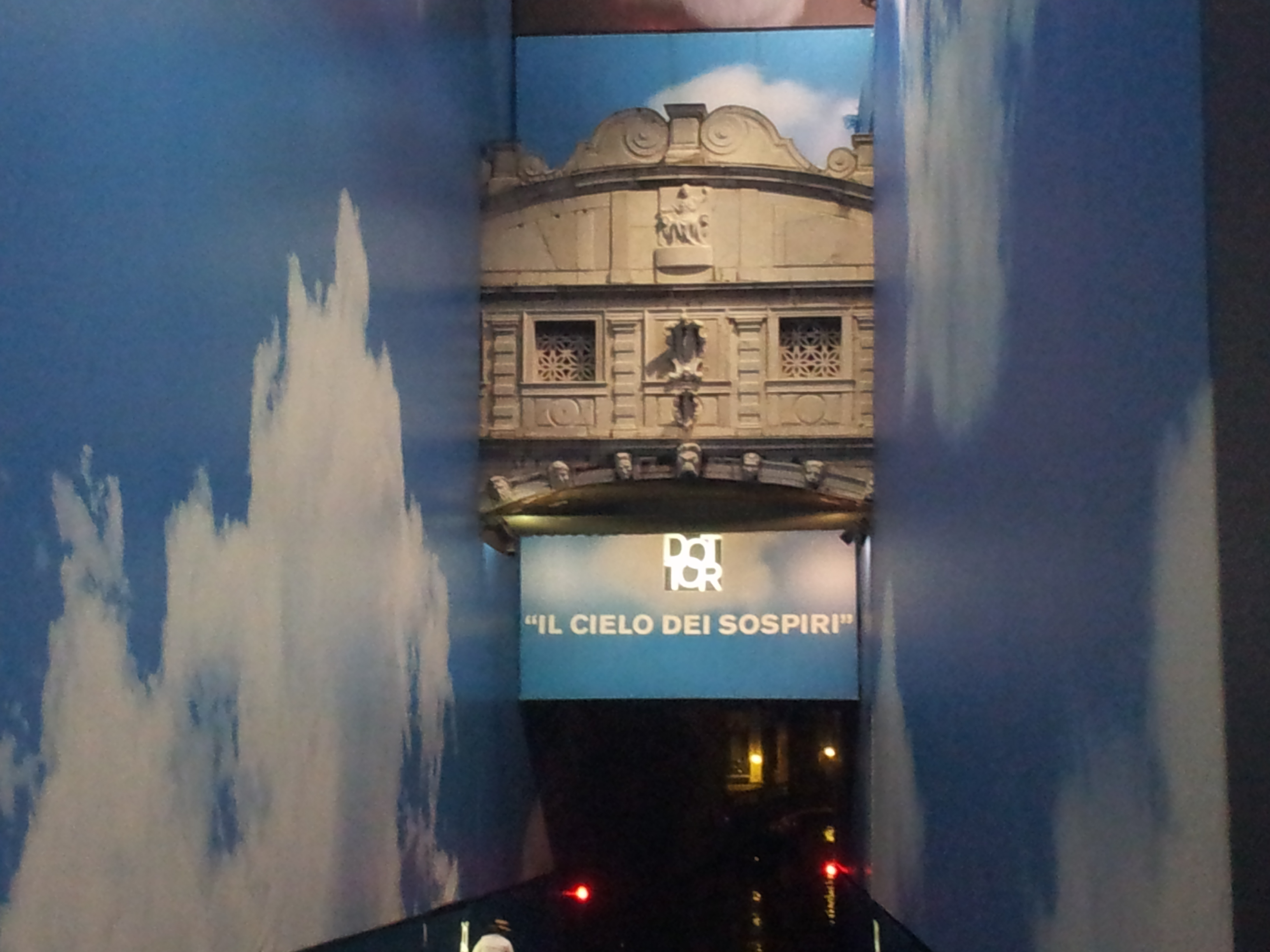
El Pont dels Sospirs durant el seu manteniment
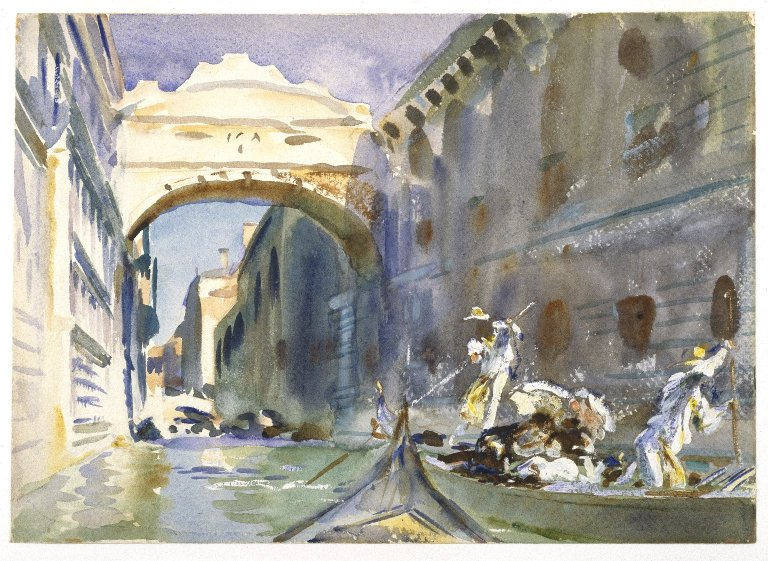
Aquarel·la - El Pont dels Sospirs - John Singer Sargent - Brooklyn Museum